# Hârseni (gmina)
Hârseni – gmina w Rumunii, w okręgu Braszów. Obejmuje miejscowości Copăcel, Hârseni, Măliniș, Mărgineni i Sebeș. W 2011 roku liczyła 2103 mieszkańców. 